# Lau King
Pachoio Lau Há King (Pemba, 4 settembre 1995) è un calciatore mozambicano, attaccante del Songo e della nazionale mozambicana.

## Carriera

### Club
Dopo numerose stagioni trascorse in patria in prima divisione (con anche la vittoria di due campionati, nel 2018 e nel 2022), nel 2023 ha giocato nella prima divisione angolana con la Sagrada Esperança, con cui ha messo a segno 3 reti in 8 partite di campionato giocate. A partire dal 2024 è tornato al Songo (club con cui aveva vinto i due campionati e con cui aveva trascorso più di metà della sua carriera), sempre nella prima divisione mozambicana.

### Nazionale
Nel 2020 ha esordito nella nazionale mozambicana.
Nel 2024 è stato convocato per la Coppa d'Africa.

## Palmarès

### Club

#### Competizioni nazionali
- Moçambola: 2

Songo: 2018, 2022